# Guanling
För andra betydelser, se Guanling (olika betydelser).
Guanling, tidigare stavat Kwanling, är ett autonomt härad för bouyei- och miao-folken i Anshuns stad på prefekturnivå i provinsen Guizhou i sydvästra Kina.
Guanling är indelat i två stadsdelsdistrikt, nio köpingar och en socken.
Stadsdelsdistrikt (jiedao):

- Dingyun (顶云街道)
- Guansuo (关索街道)

Köpingar (zhen):

- Baishui (白水镇)
- Duanqiao (断桥镇)
- Gangwu (岗乌镇)
- Huajiang (花江镇)
- Pogong (坡贡镇)
- Shangguan (上关镇)
- Shaying (沙营镇)
- Xinpu (新铺镇)
- Yongning (永宁镇)

Socken (xiang):

- Puli (普利乡)